# 香港電影業界向侵權者索償事件
香港電影業界向侵權者索償事件是自2005年起香港電影業界一連串向互聯網使用者利用BitTorrent上載及下載侵權電影索償的事件，事件引發香港網民熱烈討論，亦引起了香港傳媒關注。

## BT侵權
自從BitTorrent於網路上流行，不少網民以此上載及下載侵權的電影，對電影版權持有人構成損失。2005年年初，香港海關拘捕了陳乃明，指控他在家中上載未有經過版權持有人授權的電影。

## 第一次索償
2005年4月，電影業界成立的電影工業應變小組所聘請的電子偵探發現，當時正在上映的電影《精武家庭》及《見鬼10》分別被非法下載100萬次和8萬次。電影業從而推算香港電影業全年總收入損失約4億港元。小組亦查獲分別有3,700及2,200名香港互聯網用戶曾經下載上述兩套電影。在網絡供應商協助下，小組以電郵及掛號信方式，向其中100名抽樣選出的涉嫌非法下載者發出律師信，要求他們即時停止有關行為。

## 資料來源
- 電影業向全港BT友宣戰 下載電影會破財20萬，蘋果日報，2005年4月28日